# Šemnik
Šemnik je naselje v Občini Zagorje ob Savi.